# 吉浜町
吉浜町（よしはままち）は、神奈川県足柄下郡に存在した町。現在の湯河原町の東半分を占める。本項では町制前の吉浜村（よしはまむら）についても記す。

## 歴史

### 沿革
- 1889年（明治22年）4月1日 - 町村制の施行により、吉浜村、鍛冶屋村が合併して吉浜村が発足。
- 1940年（昭和15年）4月1日 - 町制施行し吉浜町となる。
- 1955年（昭和30年）4月1日 - 湯河原町、福浦村と合併し、改めて湯河原町が発足。同日吉浜町廃止。

## 交通

### 鉄道路線
日本国有鉄道（現東日本旅客鉄道）東海道本線が町域を通過していたが、駅は存在しなかった。